# SC Blieskastel-Lautzkirchen
Der Sport-Club Blieskastel-Lautzkirchen 1910 e. V. ist ein deutscher Fußballverein mit Sitz in der saarländischen Stadt Blieskastel im Saarpfalz-Kreis.

## Geschichte

### Nachkriegszeit bis Fusion
Der SC Blieskastel wurde ursprünglich im Jahr 1893 gegründet. Die erste Fußball-Mannschaft spielte nach dem Ende des Zweiten Weltkriegs in der 1. Kreisklasse und setzte sich am Ende der Saison 1946 als Aufsteiger in die zweitklassige Ehrenklasse durch. Dort endete die erste Spielzeit mit 15:21 Punkten auf dem achten Platz. Nach der Folgesaison 1947/48 reichte es schließlich jedoch nur noch mit 8:28 Punkten für den neunten Platz in der nun im Saarland erstklassigen Ehrendivision Saar. Womit es wieder in die Ehren-Bewährungsklasse Saar zurückging.
Zur Saison 1962/63 gelang der Mannschaft dann nochmal ein Aufstieg in die nun deutschlandweit drittklassige Amateurliga Saarland. Mit 19:33 Punkten landete man am Ende der Spielzeit hier dann auf dem elften Platz. Die beste Platzierung war hier mit 33:35 Punkten nach der Saison 1963/64 der zehnte Platz. Nach der Saison 1964/65 ging es dann aufgrund von nur 16:48 Punkten, welche lediglich für den 16. Platz reichten wieder nach unten in die Bezirksliga.
Nachdem im Jugend-Bereich schon seit einiger Zeit eine Spielgemeinschaft bestand, beschlossen der mittlerweile TSC Blieskastel heißende Verein und der FC Lautzkirchen am 17. Mai 1987 die Fusion. Der neue Vereinsname lautete danach SC Blieskastel-Lautzkirchen. Der FC Lautzkirchen selber, war bis 1947 schon Teil des Vereins.

### Heutige Zeit
In der Saison 2003/04 spielte die erste Mannschaft in der Kreisliga A Ostsaar und platzierte sich mit 37 Punkten auf dem 13. Platz. Auch wenn man sich öfters auf einem der vorderen Tabellenplätze positionierte, reichte nicht für eine Meisterschaft. Nach einer guten Saison folgte meist eine in der man sich lediglich im Mittelfeld der Tabelle platzieren konnte. Zur Saison 2009/10 wurde dann aus der Spielklasse die Bezirksliga Saarland. Nach einer langen Durststrecke gelang hier nach der Spielzeit 2014/15 mit 64 Punkten der zweite Platz. Damit qualifizierte sich der Verein für die Relegation um den Aufstieg in die Landesliga, welche abschließend auch erfolgreich erreicht wurde. In der Landesliga hielt die Mannschaft sich jedoch nicht lange auf und erreicht ebenfalls mit 60 Punkten erneut den zweiten Platz. Diesmal unterlag man jedoch dem VfB Theley mit 1:0 im Entscheidungsspiel, womit ein direkter Durchmarsch nicht zu Stande kam. Nach dem verpassten Aufstieg verpasste man aber etwas den Schwung mitzunehmen und platzierte sich in der Saison 2016/17 mit 49 Punkten nur auf dem sechsten Platz. Es sollte bis zur Saison 2019/20 dauern, welche für die Mannschaft nach dem, bedingt durch die COVID-19-Pandemie, vorzeitigen Ende mit der Meisterschaft endete. Somit spielt die Mannschaft seit der Saison 2019/20 in der Verbandsliga Saarland.

## Bekannte Fußballspieler
- Erwin Strempel (1924–1999), Spieler in der Jugend und später beim 1. FC Saarbrücken.